# Poligamia

Países donde se acepta la poligamia masculina (poliginia).

La poligamia es un tipo de matrimonio en el cual se permite a una persona estar casada con varios individuos al mismo tiempo. Proviene del griego πολύς (polís) y γάμος (gámos) "muchos matrimonios". Comprende tanto la poliginia como la poliandria. A pesar de que el derecho occidental no reconoce la poligamia sino como un conjunto de matrimonios monógamos que poseen un cónyuge en común, la existencia de los matrimonios polígamos es aceptada de modo común en otras ciencias sociales, especialmente aquellas que como la antropología del parentesco han documentado casos muy extremos de la práctica poligámica. Desde la mirada antropológica, no todas las familias poligámicas incorporan matrimonios polígamos, por lo que, en estricto sentido, el número de sociedades auténticamente poligámicas es bastante reducido. Entre algunos ejemplos de sociedades poligámicas se encuentran las naciones islámicas, donde el derecho establece que el matrimonio polígamo solo puede existir a condición de la aceptación de las co-esposas de un varón.
No se considera que hay poligamia, cuando en la relación no hay un vínculo establecido, sino relaciones sexuales casuales, orgías, pernoctas, amoríos, prostitución, intercambio de pareja, etc.

## Tipos de poligamia

### Poliginia y poliandria
La poligamia es el término antropológico, que puede ser tanto poliginia (un varón con múltiples mujeres) o poliandria (una mujer con múltiples varones).
Históricamente, se han encontrado ambas prácticas, pero la poliginia parece ser mucho más frecuente que la poliandria.
De las 1170 sociedades humanas estudiadas por George P. Murdock en su Atlas etnográfico, la poliginia aparece en 850 de ellas, es decir, en el 72%.
Sin embargo, los términos poliginia y poliandria hoy parecen insuficientes para describir relaciones contemporáneas donde hay un número igual de varones y mujeres.
El más famoso ejemplo de poliandria ocurre en el texto épico hindú Maha Bhárata, donde los cinco hermanos Pándava se casan con una esposa común, Draupadī.
Hoy esto se observa en las tribus de toda la India, donde algunas veces se acostumbra que varios hermanos tengan la misma esposa.
En este contexto, la práctica intenta mantener la propiedad de la tierra dentro de la familia.
También tribus como los hunza presentan una poliandria parecida.

### Poliamor
El término poliamor significa tener más de una relación íntima, simultánea, sexual, con el pleno conocimiento y consentimiento de todas las personas involucradas.Mientras que cualquier relación polígama podría considerarse poliamorosa, no sucede viceversa, pues podría existir una relación poliamorosa entre solo dos personas.En otro sentido, el término poligamia es usado más a menudo para codificar formas de relaciones múltiples que tienen una base religiosa o tradicional y una normatividad preestablecida, mientras que en la poliamor, la relación es definida por sus miembros más que por normas culturales o sociales.

### Matrimonio grupal
El matrimonio grupal o círculo matrimonial es una forma de matrimonio o de relación en el cual varias personas forman una unidad familiar, y todos los miembros del matrimonio comparten responsabilidad paternal para cualquiera de los hijos que surjan del vínculo.

## La poligamia y la religión

### Judaísmo
Aunque la literatura clásica judía indica que la poligamia (del tipo poliginia) está permitida, en el judaísmo esta práctica es rechazada.
El primero fue Ashkenazi Jewry, seguido de Rabbenu Gerspaulomhom.

### Cristianismo
La sociedad Greco-romana en la que se desarrolló el cristianismo fue — al menos formalmente — monógama, aunque el Antiguo Testamento mostraba claramente que algunos patriarcas bíblicos (como Abraham, que tenía dos esposas) eran polígamos. La enseñanza cristiana establece como modelo de familia, la compuesta según el orden original establecido en Génesis 2.24.

#### Catolicismo
En la actualidad, la Iglesia Católica condena la poligamia en su catecismo, señalando que es contraria al amor conyugal, el cual sería indivisible y exclusivo.

#### Luteranos
Durante la Reforma Protestante, Martín Lutero aconsejó a Felipe de Hesse-Kassel, que aunque en su parecer la Biblia no se oponía a la poliginia, procurara mantener su segundo matrimonio en discreción para evitar escándalos.
Los radicales anabaptistas de Münster practicaban la poliginia, pero con mínima influencia después de la derrota de la Rebelión de Münster en 1535. Sin embargo, otros líderes protestantes, incluyendo a Juan Calvino, condenaron la poligamia.
Así, la poligamia no sobrevivió por mucho en algunas corrientes del protestantismo.

#### Mormonismo

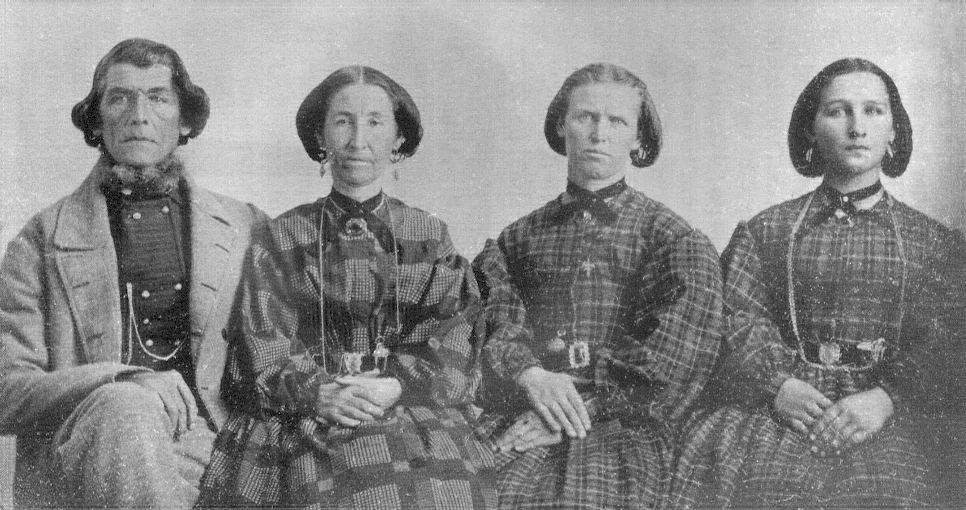
Ira Eldredge con sus tres mujeres

La historia de la poligamia entre los mormones se inicia con Joseph Smith, que afirmaba haber sido instruido mediante una revelación el 17 de julio de 1831 en que algunos hombres mormones específicamente elegidos debían practicar el matrimonio plural. Esto se publicó después en el libro Doctrina y convenios de La Iglesia de Jesucristo de los Santos de los Últimos Días. A pesar de la revelación de Smith, la edición de 1835 de la sección 101.ª del libro mencionado, escrita después de que se comenzara a practicar la doctrina del matrimonio plural, condenó públicamente la poligamia. Estos escritos fueron utilizados por John Taylor en 1850 para sofocar los rumores de poligamia en Liverpool. La poligamia fue ilegalizada en el estado de Illinois durante la era Nauvoo (1839–1844), después de que algunos de los más importantes líderes mormones, incluyendo a Smith, Brigham Young y Heber C. Kimball tomaran varias esposas. Los ancianos mormones que habían declarado públicamente que todos los hombres podían practicar el matrimonio plural fueron severamente disciplinados. El 7 de junio de 1844, el periódico Nauvoo Expositor criticó a Smith por su defensa de la poligamia. Tras la muerte de este último a manos de una turba el 27 de junio de 1844, la mayoría de mormones abandonó Nauvoo siguiendo a Brigham Young hasta Utah, donde siguieron practicando el matrimonio plural.
En 1852, Brigham Young, segundo presidente de la Iglesia, reconoció públicamente la práctica de la poligamia en un sermón al que siguieron otras homilías de los líderes mormones en las que ensalzaban las virtudes de dicha práctica.: 128  Se produjo una controversia cuando la poligamia se convirtió en una causa social y los escritores comenzaron a publicar artículos de condena. Uno de los puntos principales del ideario republicano en 1865 era «prohibir en los territorios esas reliquias gemelas del barbarismo: la poligamia y la esclavitud». En 1862, el 37° Congreso aprobó la Ley Morrill contra la bigamia, que declaraba ilegal la poligamia en todos los Territorios organizados incorporados por los Estados Unidos. Los mormones consideraban que el matrimonio plural estaba protegido por la Constitución, pero el Tribunal Supremo dictaminó que prevalecía el principio legal de que las leyes pueden interferir en las prácticas, aunque no en las opiniones y creencias religiosas.
El paulatino endurecimiento de la legislación en EE. UU. indujo a algunos mormones a emigrar a Canadá y México. En 1890, el entonces presidente de la Iglesia, Wilford Woodruff, publicó una declaración (el «Manifiesto de 1890») en la que anunciaba que la iglesia había dejado de practicar matrimonios plurales. En 1904, las vistas por el caso del senador Reed Smoot documentaron que los mormones seguían practicando la poligamia, lo que provocó que la Iglesia emitiera un segundo manifiesto en el que lo negaba de nuevo. Hacia 1910, la iglesia mormona excomulgaba a los miembros que realizaran matrimonios plurales. Aun así, muchos matrimonios polígamos anteriores siguieron cohabitando hasta la muerte de los cónyuges.
La aplicación del manifiesto de 1890 causó que varios grupos disidentes abandonaran la Iglesia para continuar practicando la poligamia. Hoy la poligamia aun persiste en Utah y otros estados vecinos, así como en las colonias disidentes. Las iglesias polígamas de origen mormón se denominan frecuentemente fundamentalistas mormones, aunque ya no formen parte de la Iglesia mormona. Estos fundamentalistas suelen tomar una supuesta revelación de 1886 a John Taylor como base para seguir practicando el matrimonio plural. El diario Salt Lake Tribune afirmó en 2005 que había al menos 37 000 fundamentalistas, y menos de la mitad vivían en hogares polígamos.
El 13 de diciembre de 2013, el juez federal Clark Waddoups dictaminó en el caso Brown contra Buhman que los artículos de las leyes de Utah contra la poligamia que prohíben la cohabitación múltiple eran inconstitucionales, pero también permitió que se mantuviera la prohibición de emitir licencias para celebrar matrimonios polígamos. La ilegalización de las parejas de hecho múltiples ha sido la herramienta principal para perseguir la poligamia en Utah desde que se aprobó la ley Edmunds de 1882, ya que los fiscales no tienen que probar que ha habido boda, sino solamente que la pareja ha cohabitado.

### Islam
La poligamia musulmana (del tipo poliginia), en la práctica y en la ley, difiere sustancialmente a lo largo del mundo islámico. Mientras que en algunos países musulmanes la poliginia es algo común, en muchos otros, es a menudo rara o inexistente. Mientras que la poliginia musulmana se puede encontrar principalmente en las culturas árabes tradicionales, como Arabia Saudita, y en los Emiratos Árabes Unidos, es extremadamente rara o aun prohibida en estados árabes seculares como Líbano y Túnez o en países musulmanes no árabes como Turquía y Malasia.
En los países musulmanes donde ocurre la poliginia, existen ciertos principios fundamentales comunes en la mayoría de ellos. De acuerdo con la tradición de la ley islámica, un hombre puede tomar hasta cuatro esposas, pero cada una de ellas debe tener sus propiedades, bienes y dote. Usualmente las esposas tienen poco contacto una con las otras y llevan vidas separadas en sus propias casas, algunas veces en ciudades diferentes, aunque compartan un mismo marido. Así, la poliginia musulmana está tradicionalmente restringida a hombres ricos, y en algunos países es ilegal para un hombre casarse con varias esposas si es incapaz de darles un cuidado apropiado. En tales países musulmanes donde la poliginia es común y legal, los musulmanes polígamos viven, en gran medida, abiertamente ante el resto de su sociedad.

### Hinduismo
En el hinduismo, la poligamia (del tipo poliginia) fue practicada desde tiempos ancestrales. El hinduismo no prohíbe la poliginia pero tampoco la fomenta. Históricamente, en la práctica solo los reyes fueron polígamos (i.e. el emperador Vijanagar, Krishnadevaraya). En la actualidad, la poligamia está prohibida bajo las leyes de la India, especialmente entre las provisiones relativas al matrimonio hindú. No así en Bután, donde la poligamia está permitida. Sin embargo, los musulmanes de India tienen permitido tener varias esposas. A partir de octubre del 2004, los musulmanes y los hindúes tienen un trato diferente en la ley. Han existido intentos que proponen una ley marital uniforme que trate a todos por igual, independiente de su religión.

## Otras tradiciones

### África subsahariana
Restringida a la poliginia, ha sido normalmente practicada por minorías acaudaladas y clases gobernantes. Tradicionalmente las esposas poseen cada una su vivienda o su habitación separada en el recinto común de la familia, en tal situación la primera esposa tiene preeminencia en la casa. Es habitual el matrimonio con una segunda esposa en caso de esterilidad de la primera. La poliginia se extendió extraordinariamente, como estrategia para asegurar el relevo generacional, en época de trata esclavista (siglos XV a XIX) debido a la preferencia de los esclavistas por los hombres y la alta mortandad masculina debida a las guerras internas. Actualmente, la urbanización y cristianización de la mayor parte de África al sur del Sahara están arrinconando a la poliginia, que es mal vista en los círculos sociales occidentalizados. Asimismo el uso de anticonceptivos está restando argumentos a la idea de que la poliginia sea una forma de otorgar reconocimiento a los hijos que de todos modos se tendrían fuera del matrimonio.

### Nahuas de Veracruz (México)
La etnia náhuatl que habita la sierra Zongolica, en el estado de Veracruz, acostumbra la unión libre o consensual, y en algunos casos el matrimonio procede en algún tiempo posterior.
Es común la poliginia, donde las partes habitan un mismo espacio residencial, y los hijos son educados como hermanos.

### Aborígenes norteamericanos
Patricia Albers, directora del área de Estudios de Aborígenes Norteamericanos (en la Universidad de Minneápolis) señala que la poliginia era una práctica extendida entre las tribus de los aborígenes norteamericanos. Existieron matrimonios grupales entre los dakota (de Minnesota), entre los ojibway (del norte de Wisconsin), los mesquakia (de Iowa), los shoshone, los paiute, los utes y los navajos (de la zona montañosa del oeste) y los hochunk.
En las etnias originarias norteamericanas, la poliginia no era un signo de subordinación, pues las mujeres tenían una posición igualitaria con los hombres (aunque tenían prohibida la poliandria) y más bien tenía un sentido de solidaridad.
Las mujeres tenían igual responsabilidad, no solamente con sus hijos sino también con los de sus hermanas, de ello que la práctica más común era la poliginia sororal (donde las hermanas compartían un mismo marido).
También era una práctica común, cuando en una pareja moría la esposa, que la hermana se casara con el esposo para proteger a los hijos que hubiera.

### Asia Central
Antes de la penetración del budismo en la zona, la poligamia (del tipo poliandria) fue algo común en el Tíbet, Hindu Kush y zonas adyacentes.[cita requerida]
Según ciertas fuentes chinas, los xiongnu, antepasados de los hunos, también practicaban la poliandria.
Los hunos debieron perder esta práctica pronto, quizás al iniciar su migración hacia el oeste en el siglo I o II.
Es probable que al invadir Persia, la poliandria ya no fuese algo común entre ellos.
Los hunos que invadieron Europa en el siglo IV en adelante volvieron a practicar la poligamia, pero esta vez de tipo poliginia.

### El caso del Paraguay
La conquista de Paraguay se vio favorecida debido a que los españoles que llegaron a dicha zona junto al conquistador Martínez de Irala, decidieron aceptar las mujeres que los nativos les regalaban como sello de alianza. Fue así como se fundó la ciudad de Asunción, donde los conquistadores mantenían sus harenes. En Paraguay, al finalizar la sangrienta guerra que enfrentó a este país con Argentina, Brasil y Uruguay entre 1865 y 1870, se produjo una importante escasez de hombres en edad reproductiva (se calcula que falleció en el conflicto el 90% de los mismos). Por ende, el gobierno, para favorecer el aumento de la población del país, decidió adoptar una política conocida como de amor libre. Es decir, se favoreció la poliginia, con base en que, en algunos casos de zonas rurales, la proporción de población de hombres en relación con mujeres era de aproximadamente uno por cada cincuenta; de haberse mantenido una opinión condenatoria respecto del fenómeno poligámico, probablemente esa situación nunca habría sido resuelta. Naturalmente, estos hechos conllevaron una revalorización del papel de la mujer en la sociedad paraguaya. Pasó a ser jefa del hogar, además de la dedicación a sus hijos y el hogar. Bueno es aclarar que esta organización casi matriarcal, con mayores o menores matices, sigue manteniéndose hoy en día en la sociedad de ese país.

## Legalidad
Las legislaciones en la mayor parte de los países occidentales con influencias cristianas no reconocen el matrimonio polígamo. Sin embargo, muy pocos de esos países tienen leyes en contra de estilos de vida polígamos; simplemente rehúsan darle reconocimiento. Sin embargo, en los Estados Unidos y en Canadá se permite la poligamia en algunos estados. La Constitución sudafricana admite elegir el régimen de poligamia en el momento del matrimonio.

### Bigamia
Bigamia es un término legal que refiere a cuando una persona entra en cualquier número de matrimonios «secundarios» en adición a uno que es reconocido legalmente y puede castigarse con cárcel. Muchos países tienen estatutos específicos que prohíben la bigamia, y consideran crimen cualquier matrimonio secundario.
La bigamia se basa fundamentalmente en un segundo matrimonio, cuando la persona ya está casada.

### Divorcio múltiple y matrimonio para poligamia
Una muy pequeña minoría de familias polígamas usan un sistema de múltiples divorcios y un matrimonio legal. El esposo casa a la primera esposa, ella toma su apellido, la divorcia y casa la segunda, ella toma su apellido. Esto se repite hasta que el esposo se ha casado y divorciado de todas las esposas, excepto quizás de la última. De esta forma todas las esposas se sienten justificadas al llamarse señora (apellido del marido), y aun cuando están legalmente divorciadas del esposo, actúan como si estuvieran casadas con él y esperan que las personas a su alrededor así las reconozcan. En el caso de poliandria, la mujer es la que se divorcia consecutivamente.
Ya que solamente una esposa está casada con el esposo al mismo tiempo, no existe ningún quebranto legal, y así, esta familia polígama puede sobrellevar su relación. Un caso reciente en el estado de Utah, donde el esposo pretendió tomar ventaja de ello para defraudar al sistema de pensiones (viviendo aun con todas sus esposas) ha repercutido en jurisprudencia censurando esta práctica.

## Biología
En biología, poligamia se refiere a animales que tienen actividades sexuales con más de un individuo. Puede ser poliginia (un macho y más de una hembra) o poliandria (una hembra y más de un macho). Hay ejemplos de todos estos tipos en una variedad de animales de numerosos taxones.